# Drets del col·lectiu LGBT al Togo

Togo

Aquest és un article sobre els drets LGBT al Togo. Les persones lesbianes, gais, bisexuals i transsexuals al Togo han d'afrontar reptes legals que no experimenten els residents no LGBT. L'activitat sexual masculina i femenina amb persones del mateix sexe és il·legal al Togo.

## Llei sobre l'activitat sexual amb persones del mateix sexe
L'activitat sexual amb persones del mateix sexe és il·legal, amb una pena d'entre un i tres anys de presó i una multa de 100.000 a 500.000 Franc CFA
D'acord amb l'informe Country Reports on Human Rights Practices for 2016 del Departament d'Estat dels Estats Units

## Adopció de nens
Segons un lloc web del govern francès, les persones solteres i casades poden optar per adoptar fills. El lloc web no especifica si les persones LGBT hi estan desqualificades.

## Condicions de vida
Cap llei protegeix a les persones contra la discriminació basada en l'orientació sexual o identitat de gènere.
L'informe de drets humans del Departament d'Estat dels Estats Units de 2011 va trobar que,
| « | La llei estableix que una persona que realitzi un acte sexual consensual amb persones del mateix sexe pot ser castigat d'un a tres anys de presó i multa de 100.000 a 500.000 francs CFA (entre 208 i 1.041 $). No hi va haver acusacions [en 2011] per homosexualitat o càrrecs sovint relacionats amb l'assalt indecent. Les vuit persones arrestades per conducta sexual amb persones del mateix sexe durant el 2010 resten empresonades. Es va produir una discriminació social basada en l'orientació sexual i la identitat de gènere, i no hi havia entitats lesbianes, gais, bisexuals i transgèniques conegudes. | » |

La Llei prohibeix la promoció de la immoralitat. Les persones LGBTI s'enfronten a la discriminació social en l'ocupació, l'habitatge i l'accés a l'educació i l'atenció sanitària. Les lleis antidiscriminatorias vigents no s'apliquen a les persones LGBTI. La llei prohibeix la discriminació en l'ocupació i l'ocupació basada en la raça, el gènere, la discapacitat, la ciutadania, l'origen nacional, l'opinió política i l'idioma, però no prohibeix específicament aquesta discriminació basada en l'orientació sexual, la identitat de gènere i ser seropositiu o altres malalties transmissibles.
El govern va permetre als grups LGBTI inscriure's en el Ministeri d'Assumptes Territorials com a grups relacionats amb la salut, particularment aquells enfocats en la prevenció del VIH/SIDA. Els activistes van dir que la violència contra les persones LGBTI era comuna, però la policia ignorava les queixes. La majoria de les organitzacions de drets humans, inclosa la CNDH, es van negar a abordar les preocupacions LGBTI.

## Taula resum
| Activitat sexual legal amb el mateix sexe                     | (pena: multa i fins a 3 anys de presó) |
| Mateixa edat de consentiment                                  | No                                     |
| Lleis antidiscriminació a la feina                            | No                                     |
| Lleis antidiscriminació en la prestació de béns i serveis     | No                                     |
| Matrimoni del mateix sexe                                     | No                                     |
| Lleis antidiscriminació en el discurs de l'odi i la violència | No                                     |
| Reconeixement de les parelles del mateix sexe                 | No                                     |
| Adopció de fillastres per parelles del mateix sexe            | No                                     |
| Adopció conjunta per parelles del mateix sexe                 | No                                     |
| Prestació de servei militar per gais i lesbianes              |                                        |
| Dret legal a canviar de gènere                                | No                                     |
| Accés a la fecundació in vitro per lesbianes                  | No                                     |
| Subrogació comercial per a parelles d'homes homosexuals       | No                                     |
| Permís per donar sang als MSMs                                | No                                     |